# Varanus zugorum
Varanus zugorum là một loài thằn lằn trong họ Varanidae. Loài này được Böhme & Ziegler mô tả khoa học đầu tiên năm 2005.